# Strobilanthes integrifolius
Strobilanthes integrifolius är en akantusväxtart som först beskrevs av Dalz., och fick sitt nu gällande namn av Carl Ernst Otto Kuntze. Strobilanthes integrifolius ingår i släktet Strobilanthes och familjen akantusväxter. Inga underarter finns listade i Catalogue of Life.

## Bildgalleri

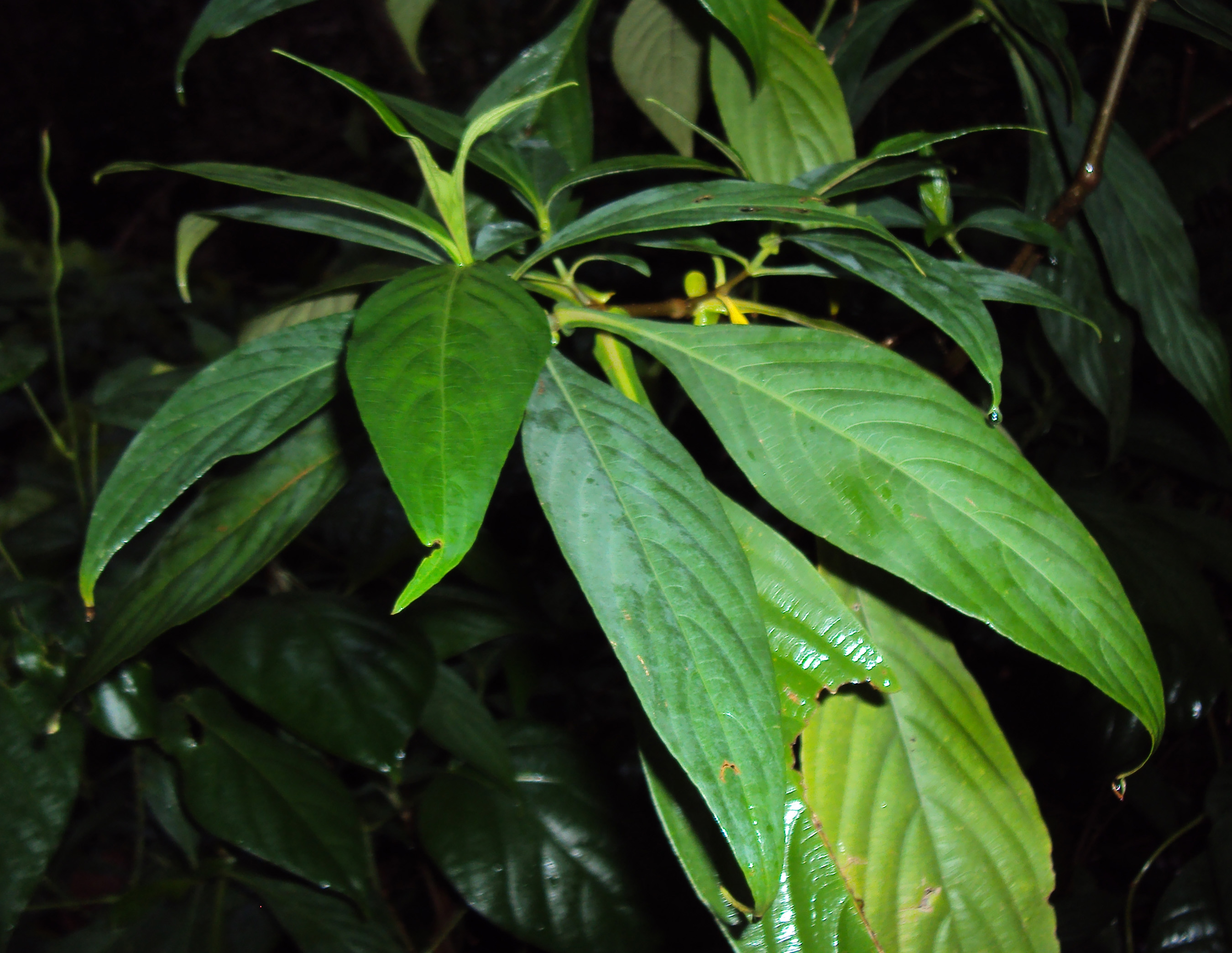
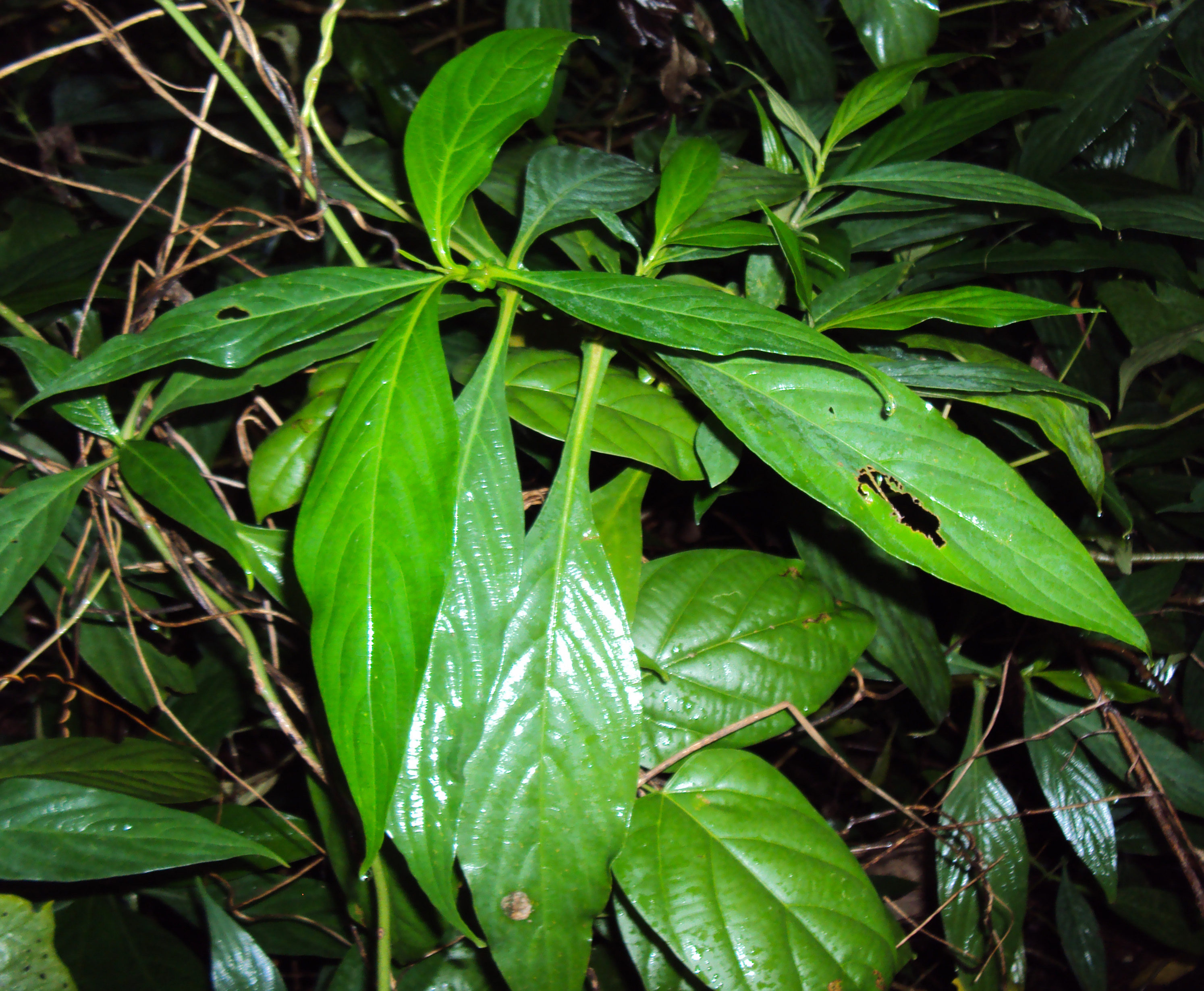
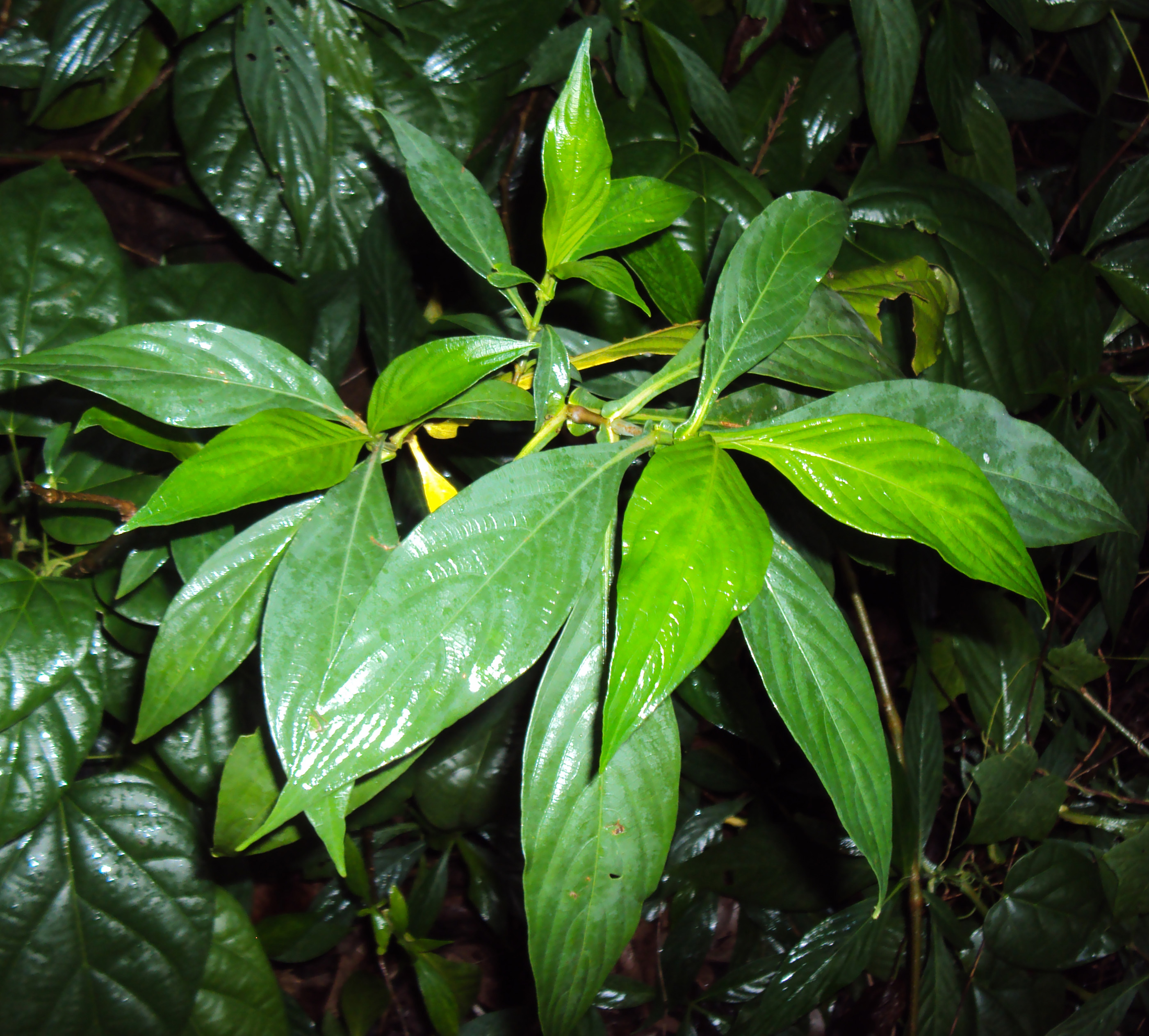
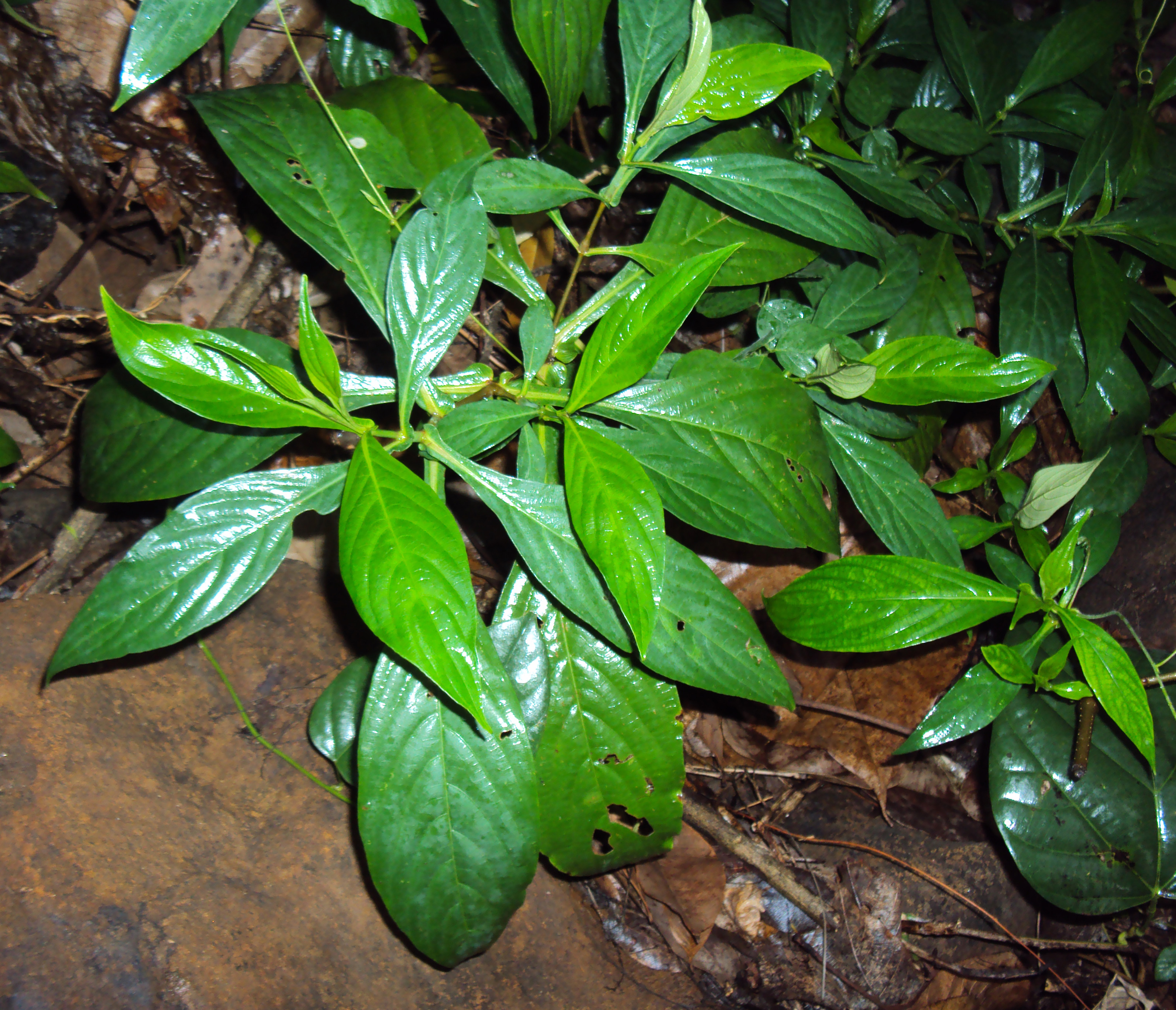